# 6363 Doggett
A 6363 Doggett (ideiglenes jelöléssel 1981 CB1) a Naprendszer kisbolygóövében található aszteroida. Edward L. G. Bowell fedezte fel 1981. február 6-án.